# Miguel Capuccini
Miguel Cappuccini (Montevideo, 5 gennaio 1904 – Montevideo, 9 giugno 1980) è stato un calciatore uruguaiano, di ruolo portiere. Campione del Mondo con la Nazionale uruguaiana nel 1930 ed originario italiano dalla Liguria.

## Carriera
Giocò nel Peñarol dal 1928 al 1934. Sempre col Penarol conquistò 3 campionati uruguaiani.
Occupava il ruolo di portiere di riserva dell'Uruguay con la quale vinse i Mondiali del 1930, competizione in cui non scese mai in campo. Partecipò anche alla Coppa America 1927.

## Palmarès

### Giocatore

#### Nazionale
- Campionato mondiale: 1

Uruguay 1930